# Международная женская сионистская организация
Международная женская сионистская организация (ивр. ויצו‎, англ. Women's International Zionist Organization, WIZO) — неправительственная женская организация, ведущая деятельность в сфере социального обеспечения израильского общества, улучшения положения женщин и образования в Израиле и диаспоре.

## История

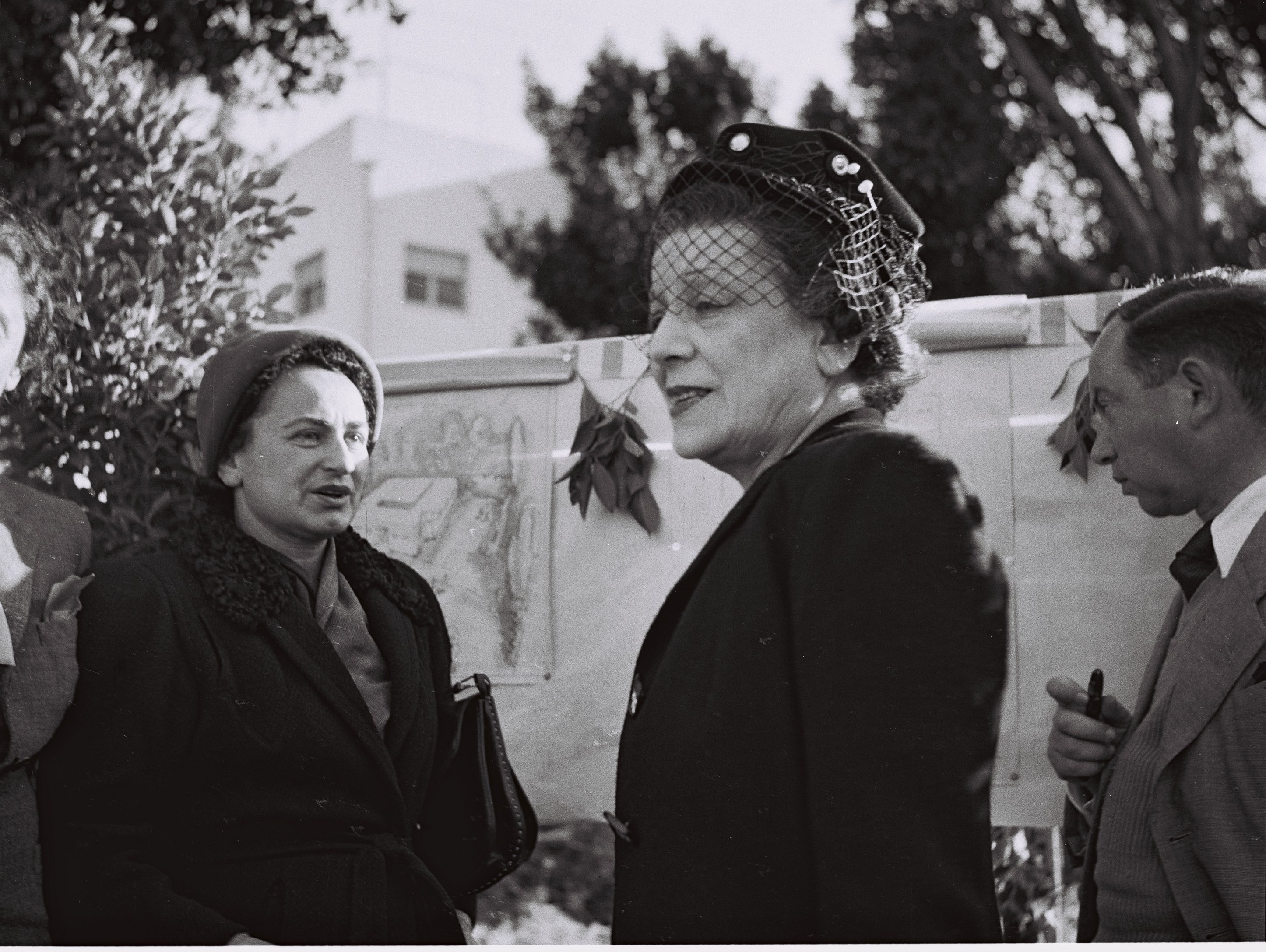
Вера Вейцман посещает учреждение WIZO в Реховоте, 1946

Международная женская сионистская организация (WIZO) была основана в Великобритании 7 июля 1920 года группой женщин — деятельниц сионистского движения, в которую входили Ребекка Зиф, Вера Вейцман (жена будущего президента Израиля Хаима Вейцмана), Эдит Эдер, Романа Гудман и Генриетта Ирвелл; первоначальной задачей организации стало оказание услуг для жителей британской подмандатной Палестины. Среди первых проектов WIZO в подмандатной Палестины были создание Типат Халав — детских клиник и центров раздачи одежды, многие из которых действуют до сих пор. Первый центр дневного ухода был открыт WIZO в Тель-Авиве в 1926 году.
В 1920—1930-х годах была создана широкая сеть филиалов WIZO по всей Европе, но многие из них были закрыты в результате нацистской оккупации и Холокоста. Филиалы в Латинской Америке продолжали действовать во время второй мировой войны.
В 1949 году, после создания государства Израиль, штаб-квартира WIZO была перемещена туда, а президентом организации стала Ребекка Зиф. WIZO сформировала собственную политическую партию, которая принимала участие в выборах в Кнессет 1-го созыва в 1949 году, получив 1,2 % голосов и одно место в Кнессете. Депутатом от WIZO стала Рахель Коэн-Каган.
В настоящее время WIZO курирует деятельность 180 центров дневного ухода в Израиле и уход за 14000 детей работающих матерей, новых иммигрантов и малообеспеченных семей. WIZO также организует летние лагеря, курсы для семей с одним родителем и оказывает другие виды социальной поддержки детям.
WIZO является крупнейшей женской сионистской организацией в мире. В 2008 году 36 стран-членов прислали делегатов в Израиль, чтобы отпраздновать 88-ю годовщину создания организации.
В 2008 году WIZO, вместе с двумя другими женскими организациями, удостоена Премии Израиля за особый вклад в жизнь общества и государства Израиль.
Президентом WIZO с 2012 года является Това Бен-Дов.

## Руководительницы
- Ребекка Зиф — 1949—1966
- Роза Гиноссар — 1966—1970
- Райя Яглом — 1970—1996
- Мишель Модаи — 1996—2004
- Хелена Глейзер — 2004—2012
- Това Бен-Дов — 2012 — настоящее время